# Bezzia griseata
Bezzia griseata är en tvåvingeart som beskrevs av Remm 1972. Bezzia griseata ingår i släktet Bezzia och familjen svidknott. Inga underarter finns listade i Catalogue of Life.